# Тортури питтям

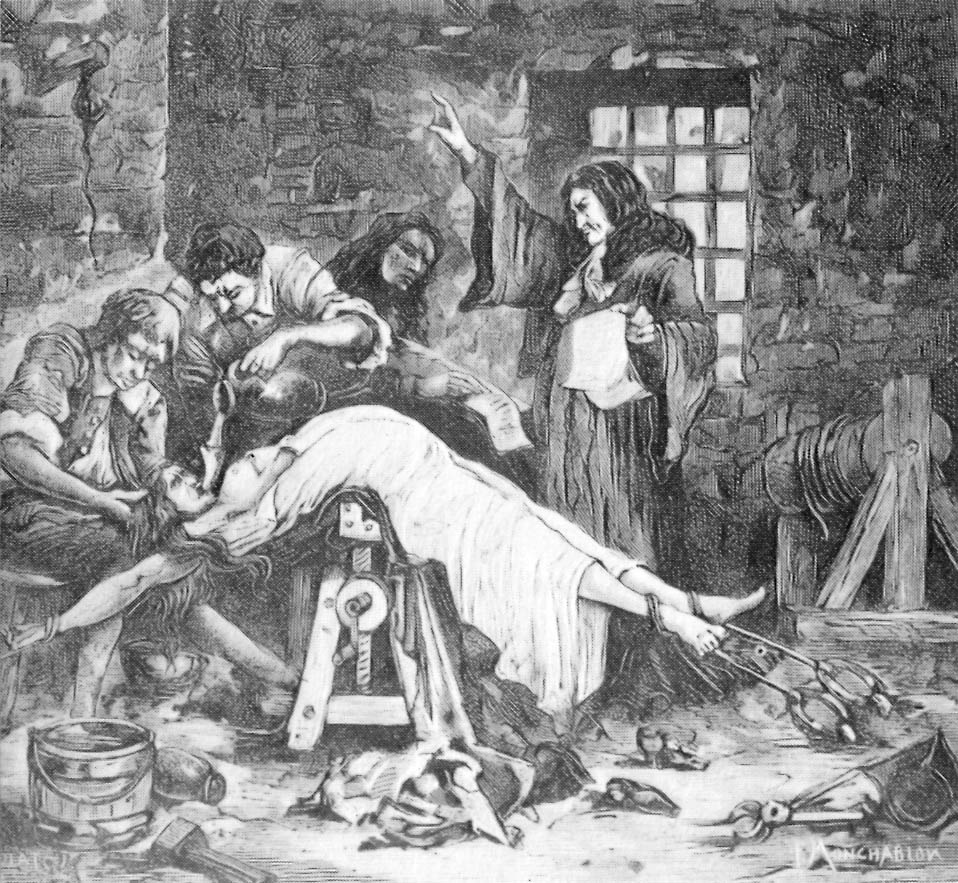
Маркіза де Бренвільє п'є воду у катівні

Тортури питтям — способі катування, при якому жертву змушують випити велику кількість води впродовж короткого проміжку часу, що призводить до розтягування шлунка, отруєння водою і, можливо, смерті.
При цьому, часто рот жертви насильно утримується відкритим, щелепи розтиснутими, а ніс заткнутим. Рідину вводять через лійку або шматок тканини, просунутий у горлянку. Щоб не захлинутися, жертві доводиться ковтати рідину, яку їй вливають (у тому числі сечу або жовч). По шлунку, що роздувся, катувальники періодично можуть завдавати ударів, що викликає блювання — і тортури повторюються з початку.